# Theekawin Chansri
Theekawin Chansri (thailändisch ธีร์กวิน จันทร์ศรี; * 17. Februar 2004) ist ein thailändischer Fußballspieler.

## Karriere

### Verein
Theekawin Chansri stand bis Ende 2021 beim Drittligisten Prime Bangkok FC unter Vertrag. Mit dem Verein aus der Hauptstadt Bangkok spielte er in der Bangkok Metropolitan Region der Liga. Im Januar 2022 wechselte er in die Western Region. Hier schloss er sich dem ebenfalls in Bangkok beheimateten Assumption United FC an. Für Assumption bestritt er 37 Ligaspiele. Im August 2024 nahm ihn der Zweitligist Ayutthaya United FC unter Vertrag. Sein Zweitligadebüt gab Chansri am 31. August 2024 (4. Spieltag) im Heimspiel gegen den Erstligaabsteiger Police Tero FC. Bei dem 2:1-Erfolg stand er in der Startelf und wurde in der 85. Minute gegen Pantakan Kasemkulwirai ausgewechselt. Am Ende der Saison 2024/25 feierte er mit Ayutthaya die Vizemeisterschaft der zweiten Liga sowie den Aufstieg in die erste Liga.

### Nationalmannschaft
Theekawin Chansri spielte 2022 sechsmal in der thailändischen U19-Nationalmannschaft. Hier kam er im Rahmen der ASEAN U-19 Championship in Indonesien zum Einsatz. Am Ende belegte er mit dem Team den vierten Platz. Im Spiel um Platz drei musste man sich Vietnam geschlagen geben. Im gleichen Jahr kam er viermal in der U20-Mannschaft zum Einsatz. Im Februar 2022 nahm er mit der U23-Mannschaft an der AFF U-23 Championship teil. Hier erreichte man das Finale, das man jedoch gegen Vietnam mit 5:3 im Elfmeterschießen verlor.

## Erfolge
Ayutthaya United FC
- Thailändischer Zweitligavizemeister: 2024/25  ▲